# Kavakçalı, Ula
Kavakçalı là một xã thuộc huyện Ula, tỉnh Muğla, Thổ Nhĩ Kỳ. Dân số thời điểm năm 2011 là 290 người.